# William Peter Blatty
Pour l’article homonyme, voir J. T. Blatty.
Œuvres principales
- L'Exorciste

William Peter Blatty, né le 7 janvier 1928 à New York et mort le 12 janvier 2017 à Bethesda (Maryland), est un écrivain, scénariste et réalisateur américain d'origine libanaise.

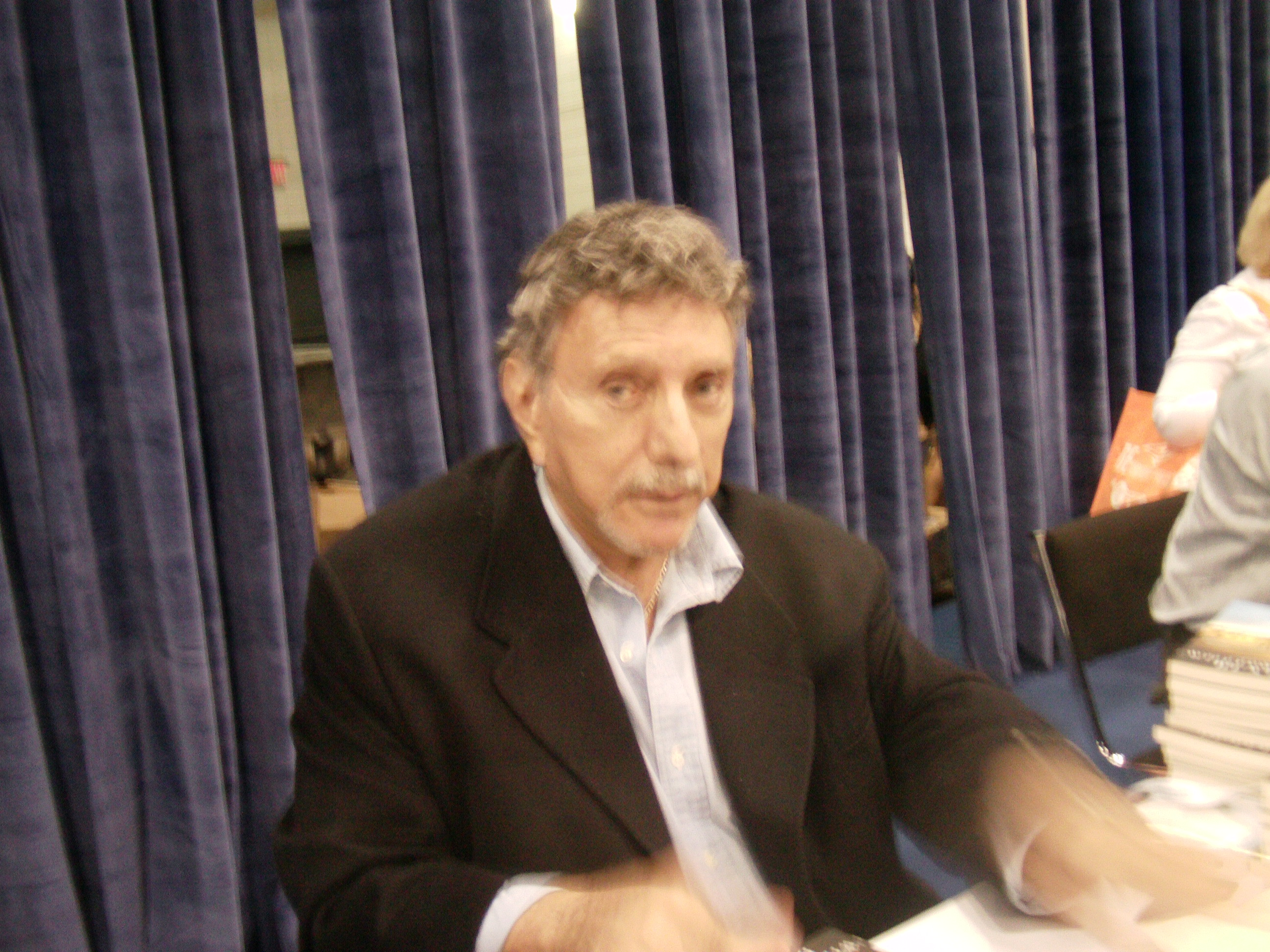

Il est notamment connu pour être l'auteur du roman L'Exorciste, paru en 1971 et adapté au cinéma dans le film du même nom de William Friedkin en 1973.

## Biographie

### Enfance, formation et débuts
William Blatty naît à New York dans une famille d'immigrants pauvres libanais. Il est diplômé de l'université de Georgetown à Washington.
Son parcours professionnel est atypique. Il débute en vendant des aspirateurs au porte-à-porte. Par la suite, il devient spécialiste de la guerre psychologique dans l'US Air Force, directeur des relations publiques de l'université Loyola à Los Angeles puis journaliste, avant de se diriger vers l'écriture et le septième art.

### Carrière
Dans les années 1960, William Blatty met un pied dans le milieu cinématographique en collaborant à plusieurs reprises avec le réalisateur Blake Edwards, où il coécrit la suite de La Panthère rose, Quand l'inspecteur s'emmêle (1964) et Darling Lili (1970).
Mais l'œuvre majeure qui le révèle au grand public est L'Exorciste, d'après le roman publié en 1971 (paru en France aux Éditions Robert Laffont) et adapté au cinéma dans le film homonyme de William Friedkin deux ans après.
Ce livre raconte l'histoire du cas de possession démoniaque et de l'exorcisme qui s'ensuit de la fille d'une actrice de télévision dans la banlieue de Washington. Il se base sur des faits réels : en effet, alors que William Blatty n'est encore qu'étudiant, il tombe sur un article relatant un cas d'exorcisme sur un garçon de 14 ans, prénommé Robby, en 1949 dans le Maryland. Blatty se met alors à écrire sur le sujet. Très mal accueilli par la critique, le roman a néanmoins été vendu à 13 millions d'exemplaires rien qu'aux États-Unis. Il est maintenant considéré comme l'un des plus grands romans d'horreur de tous les temps. Selon HarperCollins, son éditeur, le roman est resté 57 semaines dans la liste des meilleures ventes du New York Times, dont 17 semaines successives en tête.

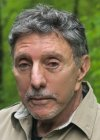

L'adaptation du roman sur grand écran a été récompensée par dix nominations aux Oscars ; le film en remporte deux, dont celui du meilleur scénario pour Blatty. Il décroche également quatre Golden Globes, dont ceux de meilleur film dramatique, meilleur réalisateur et meilleur scénariste en 1974.
Un succès qui permet à Blatty de se lancer dans la réalisation de son premier film : La Neuvième Configuration en 1980, qui s'inspire de l'une de ses nouvelles (Twinkle Twinkle Killer Kane) pour laquelle il reçoit à la fois le Saturn Award du meilleur scénario et le Golden Globe du meilleur scénario en 1981.
Largement déçu par la suite cinématographique de L'Exorciste, il entreprend de rédiger une « véritable suite » à son histoire, publiée en 1983 aux États-Unis sous le titre Legion. L'ouvrage paraît la même année en France sous le titre L'esprit du mal aux Éditions Stock. L'auteur doit se résoudre à mettre en images lui-même son histoire, face au refus de plusieurs réalisateurs pressentis par le studio. Le film obtient un succès critique et public mitigé. Blatty ne réalise pas d'autres films. En 2016, est édité aux États-Unis une version director's cut du long-métrage, plus en phase avec la vision de l'écrivain/réalisateur.
Détaché du monde du cinéma avec lequel il ne retravaille pas directement, l'auteur se consacre par la suite à l'écriture. En France, le dernier ouvrage à être publié est Dimiter en 2011, mais Blatty continue l'écriture jusqu'à ses derniers jours et de nombreuses œuvres n'ont pas été traduites en français.
William Blatty meurt le 12 janvier 2017 à l'âge de 89 ans, des suites d'un cancer du sang. L'écrivain Stephen King, autre grande figure du roman d'horreur, lui rend hommage : « Repose en paix, William Peter Blatty, qui a écrit le plus grand roman d'horreur de notre époque. À un de ces jours, vieux Bill ».

## Publications

### Romans
- L'Envoutée (The Exorcist, 1971) / trad. Jacqueline Remillet.
  - Paris : Robert Laffont, coll. "Best-Sellers", 1971, 360 p.
- L'Exorciste (The Exorcist, 1971) - rééd. de L'Exorciste / même trad. de Jacqueline Remillet.
  - Paris : Robert Laffont, coll. "Best-Sellers", 1974, 360 p. Rééd. 1999.  (ISBN 2-221-08772-0)
  - Paris : France loisirs, 1974, 355 p.
  - Paris : J'ai lu Science-fiction no 630, 1975, 399 p. Réimpr. 1977.  (ISBN 2-277-11630-0)
  - Genève : Édito-Service ; [Évreux] : [diffusion Guilde du disque], [circa 1979], 355 p.
  - Paris : J'ai lu Épouvante no 630, 1986, 399 p.  (ISBN 2-277-12630-6)
  - Paris : J'ai lu Ténèbres no 630, 1998, 399 p.  (ISBN 2-290-00630-0)
  - Paris : J'ai lu Littérature générale no 630, 2001, 399 p.  (ISBN 2-290-31372-6)
  - Paris : Robert Laffont, coll. "Pavillons Poche", 2011, 531 p.  (ISBN 978-2-221-12551-9)
- L'Esprit du mal (Legion, 1983) / trad. Agnès Gattegno.
  - Paris : Stock, 1983, 324 p.  (ISBN 2-234-01638-X)
  - Sous le titre L'Exorciste : la suite. Paris : Pocket Terreur no 9053, 1990, 315 p.  (ISBN 2-266-04242-4). Réimpr. 1991.
- Dimiter (Dimiter, 2010 - révisé sous le titre The Redemption, 2013) / trad. Philippe Hupp.
  - Paris : Robert Laffont, coll. "Best-Sellers", 2011, 269 p.  (ISBN 978-2-221-11569-5)
  - Paris : Pocket Thriller no 15273, 2013, 313 p.  (ISBN 978-2-266-22789-6)

### Nouvelles
- Ailleurs (Elsewhere, 1999). / trad. Valérie Malfoy. In 999 : 29 nouvelles inédites (Al Sarrantonio's 999 : New Stories of Horror And Suspense) / textes réunis par Al Sarrantonio (en).
  - Paris : Albin Michel, 1999, p. 715-808.  (ISBN 2-226-11074-7)
  - Paris : Le Livre de Poche thrillers no 14992, 2001, p. 809-922.  (ISBN 2-253-14992-6)
- Terry et le loup-garou (Terry and the Werewolf, Cemetery Dance no 62, 2009) / trad. Clotilde Landais. In Ténèbres 2010 : anthologie fantastique / textes réunis par Benoît Domis. Ténèbres no 3, septembre 2010, p. 75-92.

### Scénarios
- L'Exorciste : version intégrale : réalisé par William Friedkin / écrit et produit par William Peter Blatty d'après son roman. Paris : "L'avant-scène cinéma", 2001, 126 p.
- L'Exorciste, L'Exorciste III / William Peter Blatty. Paris : Cinéditions, coll. "Le cinéphage", 2001, 152 p.  (ISBN 2-9516306-3-8)

### Œuvres inédites en France

#### Romans
- Which Way to Mecca, Jack? (1959)
- John Goldfarb, Please Come Home (1963)
- Twinkle, Twinkle, "Killer" Kane (1966)
- The Ninth Configuration (1978)
- Demons Five, Exorcists Nothing: A Fable (1996), révisé en 2013 et ressorti sous le titre Demons Five, Exorcists Nothing: A Hollywood Christmas Carol
- Crazy (en) (2010)
- Seytan (2012)
- The Exorcist for the 21st Century (2016)

#### Nouvelles
- I, Billy Shakespeare ! (1965)
- Faith (2014)
- Hell Hospital (2014)

#### Autobiographie
- I'll Tell Them I Remember You (1973)

#### Autres publications
- William Peter Blatty on 'The Exorcist': From Novel to Screen (1974)
- If There Were Demons Then Perhaps There Were Angels: William Peter Blatty's Own Story of the Exorcist (1978)
- Before the Exorcist. William Peter Blatty's Own Story of Taking His Novel to Film (1998)
- Finding Peter: A True Story Of The Hand Of Providence And Evidence Of Life After Death (2015)

## Filmographie

### Acteur
- 1958 : No Place to Land (en) d'Albert C. Gannaway (en) : le policier
- 1965 : L'Encombrant Monsieur John (John Goldfarb, Please Come Home) de J. Lee Thompson : le garde (non crédité)
- 1973 : L'Exorciste (The Exorcist) de William Friedkin : le producteur (non crédité)
- 1980 : La Neuvième Configuration (The Ninth Configuration ou Twinkle, Twinkle, "Killer" Kane) : lieutenant Fromme (non crédité)

### Réalisateur
- 1980 : La Neuvième Configuration (The Ninth Configuration)
- 1990 : L'Exorciste, la suite (The Exorcist III: Legion)

### Scénariste
- 1963 : Les Pieds dans le plat (The Man from the Diner's Club) de Frank Tashlin
- 1964 : Quand l'inspecteur s'emmêle (A Shot in the Dark) de Blake Edwards
- 1965 : L'Encombrant Monsieur John (John Goldfarb, Please Come Home) de J. Lee Thompson
- 1965 : Promise Her Anything d'Arthur Hiller
- 1966 : Qu'as-tu fait à la guerre, papa ? (What Did You Do in the War, Daddy?) de Blake Edwards
- 1967 : Peter Gunn, détective spécial (Gunn) de Blake Edwards
- 1968 : Insight (série TV) : épisode : Watts Made Out of Thread
- 1969 : Le Plus Grand des hold-up (The Great Bank Robbery) de Hy Averback
- 1970 : Darling Lili de Blake Edwards
- 1971 : Le Survivant (The Omega Man) de Boris Sagal
- 1973 : L'Exorciste (The Exorcist) de William Friedkin, d'après son roman éponyme publié en 1971 (également producteur)
- 1975 : Insight (série TV) : Épisode The Man from Inner Space.
- 1980 : La Neuvième Configuration (The Ninth Configuration) (également producteur et réalisateur)
- 1990 : L'Exorciste, la suite (The Exorcist III: Legion), d'après son roman Legion publié en 1973 (également réalisateur)
- 2004 : L'Exorciste : Au commencement (Exorcist: The Beginning) de Renny Harlin

### Auteur adapté
- 1977 : L'Exorciste 2 : L'Hérétique (Exorcist II : The Heretic), de John Boorman.
- 2005 : Dominion: Prequel to the Exorcist, de Paul Schrader. Préquelle du film L'Exorciste de 1973, réalisé par William Friedkin.
- 2016 : L'Exorciste (The Exorcist), série télévisée américaine de Jeremy Slater adaptée du roman original de William Peter Blatty.

## Hommage
- Le premier épisode de la saison 2 de la série L'Exorciste (The Exorcist), série télévisée américaine rend hommage à l'auteur.

#### Monographies
- Le Possédé : la véritable histoire d'un exorcisme / Thomas B. Allen ; trad. C. Zeytounian-Eloüs. Paris : Belfond, 1994, 300 p.  (ISBN 2-7144-3168-2)
- Dans les coulisses de L'Exorciste ou La Petite Histoire du film le plus terrifiant de tous les temps / Mark Kermode. Paris : Cinéditions, 2001, 160 p.  (ISBN 2-9516306-5-4)
- L'Exorciste : le film culte de William Friedkin et ses suites, Mad Movies Hors-série no 33, coll. "Classic" no 5, 15/12/2016.

#### Articles
- Brian Freeman ; trad. Clotilde Landais, « Entretien avec William Peter Blatty » (A Conversation with William Peter Blatty), in Ténèbres 2010 : anthologie fantastique / textes réunis par Benoît Domis. Ténèbres no 3, septembre 2010, p. 93-124.